# Debrecziner

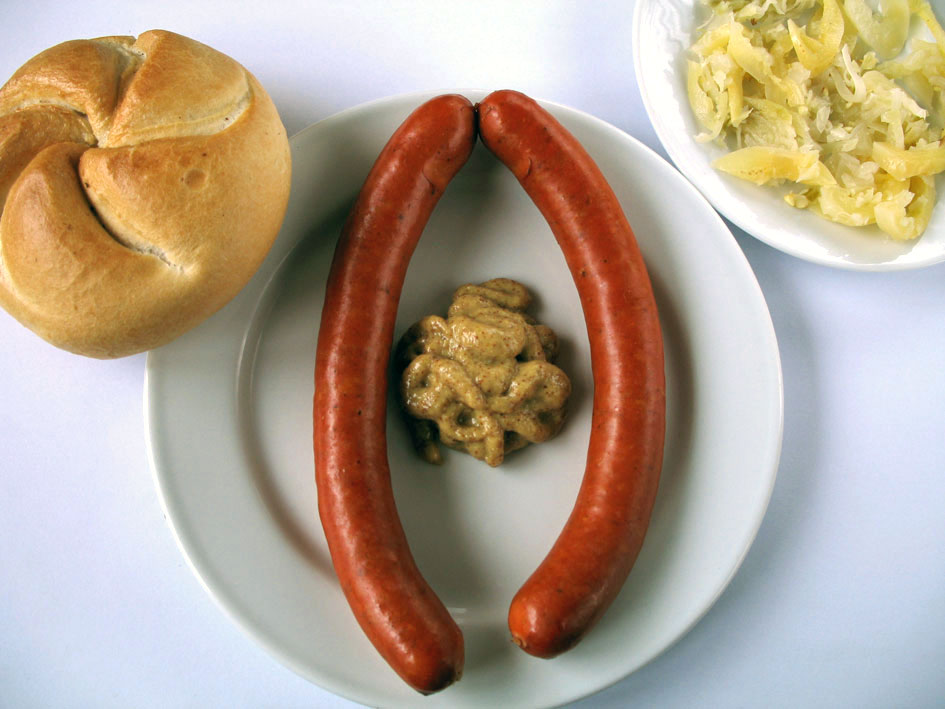
Debrecziner Würstel

Debrecziner (auch Debreziner bzw. Debreziner Würstchen) ist eine Brühwurstspezialität, die besonders in Österreich, Süddeutschland und in den Nachfolgestaaten der österreichisch-ungarischen Monarchie beliebt ist. Die Wurst trägt den Namen der Stadt Debrecen im Osten Ungarns.
Die original ungarische Debrecziner ist eine leicht geräucherte Wurst aus Rind- und Schweinefleisch mit edelsüßem Gewürzpaprika. Sie ist Bestandteil einer Reihe verschiedener ungarischer Gerichte, denen sie den erwünschten würzigen Räuchergeschmack verleiht, z. B. dem Debrecziner Gulasch. Im Gegensatz zu lang geräucherten Wurstsorten, die beim Kochen hart werden, bleiben Debrecziner auch nach längerer Garzeit weich und saftig.

## Debrecziner in Ungarn
Die obige Beschreibung betrifft Debrecziner im deutschsprachigen Raum. In Ungarn versteht man unter Debrecziner die „debreceni páros kolbász“ genannte Wurst, die dort zwar kräftig, aber nicht so scharf mit Paprikapulver gewürzt wird wie in den deutschen Lebensmittelgeschäften. „Páros“ heißt paarweise, weil ein Paar davon eine Portion sein soll und sie daher an Jahrmärkten immer paarweise angeboten werden. Serviert wird Debrecziner gekocht, gebraten oder auch aus dem Backofen mit Senf oder Kren und mit Weißbrot, manche mögen auch eine saure Gurke dazu. Beliebt sind Debrecziner für die Zwischenmahlzeit unterwegs, auf Jahrmärkten und landesweit in den Markthallen, oft bei Metzgern. Debrecziner Wurst wird gerne in Suppen und Eintopfgerichten mitgekocht, vorwiegend in Letscho.
Die Stadt Debrecen (dt. Debreczin) ist Namensgeber geworden für die Debrecziner Wurst, weil es dort schon immer viel Schweinefleisch gab. Die Grundlage dafür bildete die Schweinemast im angrenzenden großen Stadtwald. Die Schweine wurden dort seit Jahrhunderten in großer Zahl gehütet, wahrscheinlich schon vor der türkischen Besatzungszeit, als die Schweine auf sich gestellt (weil von den Türken verboten) die Gegend ruinierten und die Stadtbewohner verunsicherten. Diese drangen oft massenweise bis in die Stadtmitte vor. Noch Mitte des 19. Jahrhunderts erließ die Stadtverwaltung Verhaltenskodizes für die Bevölkerung, womit Unfälle beim Aufeinandertreffen vermieden werden sollten.
Es waren reisende deutsche Händler, die diese Wurst im Dresdner Raum schon im 17. Jahrhundert als Debrecziner populär machten – sicherlich nicht zufällig, weil die Siebenbürger Sachsen in dieser Zeit ihre ersten Schulen bauten und die Lehrer aus dem Dresdner Raum holten. Es gibt Beschreibungen, wonach die Lehrer ihre Heimatreisen mit Debrecziner Wurst finanzierten. In dem ungarischen Kochbuch „Valódi magyar szakácskönyv“ von Ágnes Zilahy, das erstmals 1891 in Budapest veröffentlicht wurde, findet sich ein kurzer Abschnitt mit dem Titel „A "debreczeni" kolbász készitése.“, der die Herstellung Debrecziner Würste beschreibt.

## Herstellung
Grobes Schweinefleischbrät wird mit edelsüßem Paprika gewürzt, in Naturdärme gefüllt, gegart und geräuchert. Dabei werden Schafsdärme bevorzugt, da die Wurst bei Verwendung von Schweinedärmen viel zu dick werden würde.
In Ungarn werden traditionell scharfe Paprika und/oder Chili verwendet.
Je nach Herkunft und Rezept variiert der Geschmack von herzhaft-würzig (Österreich, Deutschland) bis pikant-scharf (Ungarn).
Eine in Österreich bekannte Speise ist das Debreziner-Langos, eine mit Hefeteig (auch bekannt als Langos) überbackene Debrecziner.

## Inhaltsstoffe
Die Debrecziner besteht typischerweise aus Schweine- und Rindfleisch, Speck, Wasser, Gewürzen, Salz sowie Paprika, der für die rote Farbe und den scharfen Geschmack sorgt. Der physiologische Brennwert beträgt ca. 1250 kJ/100 g (300 kcal/100 g).